# Zoë Brown
Zoë Brown (ur. 15 września 1983) – brytyjska lekkoatletka specjalizująca się w skoku o tyczce, od 25 marca 2008 reprezentująca Irlandię.

## Osiągnięcia
- 5. miejsce podczas młodzieżowych mistrzostw Europy (Erfurt 2005)
- medalistka mistrzostw kraju
- reprezentantka Wielkiej Brytanii w superlidze pucharu Europy

## Rekordy życiowe
- skok o tyczce (stadion) – 4,45 (2014)
- skok o tyczce (hala) – 4,31 (2014)

Brown jest wielokrotną rekordzistką Irlandii, zarówno w hali, jak i na stadionie.